# 矢部寿恵
矢部 寿恵（やべ ひさえ、1970年10月6日 - ）は、日本のAV女優。
身長:167cm。スリーサイズ:B85(C)・W64・H88cm。

## 略歴・人物
秋田県出身。既婚者で3人の子供がいる。AV出演のきっかけは旦那。経験人数は旦那のみ。身体の特徴として貧乳である。下腹部には妊娠線があり人妻作品を中心に活躍している。
2010年にデビューした熟女系のAV女優。

## 出演作品

### アダルトDVD
2010年
- 隣のドスケベ美人妻（12月23日、AROUND）

2011年
- 旦那公認AVデビュー 四十路に見えない秋田美人妻（1月15日、ワンズファクトリー）
- 近親相姦 母の熟れた身体（1月28日、ドリームステージエンタテインメント）
- 初撮り美人妻 寿恵四十一歳（1月28日、Nadeshiko）
- 初めての浮気現場 4（1月29日（レンタル）/2月25日（セル）、クリスタル映像）
- この熟女いやらしい! 私、セックスしたくて来たんです! お願い早くしてッ（1月31日（レンタル）/9月23日（セル）、アテナ映像）
- 人妻肉体面接官 旦那しか男を知らなかった純情熟女（2月19日、AROUND）
- 熟女専科 流出 熟女のプライベート交尾（3月4日、カマタ映像）
- エロ年増 17（3月12日（レンタル）/4月8日（セル）、クリスタル映像）
- 素人妻ナンパ 上品な人妻さんの下品なイキまくりSEX生中出し 2（4月20日、ピーターズ）
- 新作リモコンバイブの肉体テストに来た美熟女（4月21日、AROUND）
- 綺麗でいやらしい叔母さんに肉棒を玩ばれ悩殺される僕（5月4日、ルビー）
- 近親相姦 貧乳母のいやらしい勃起ちくび（6月30日、センタービレッジ）
- 大近親相姦 貧乳勃起ちくび姉妹のレズ愛（8月18日、センタービレッジ）
- お母さんの玩具になった僕 マラ好き母さん、義息を喰らう!（9月7日、ルビー）
- 隣の奥さんと不倫したうえにこっそり娘ともやっちゃった俺（9月8日、AKNR）
- 幻母 ガリガリ母さんのぬれぬれ鉄マンコ（9月19日、ヴィーナス）
- 近親相姦 訳あり親子（10月1日、エマニエル）
- 中出し近親相姦 夜のお母さん 我が家の24時（10月20日、センタービレッジ）
- 熟女レズビアン 兄嫁レズ調教（11月9日、ルビー）
- エロくて綺麗な僕のママ（11月29日、ドリームステージエンタテインメント）
- お宅の息子さんキ○タマ小さくありませんわよ。（12月7日、マドンナ）
- 母子交尾 【南会津路】（12月21日、ルビー）
- 友達の母親 －最終章－（12月22日、センタービレッジ）

2012年
- 黒ストの似合う熟女 スチュワーデス編（1月19日、AROUND）
- 美微乳レズ母娘 超絶淫乱母とエロギャル娘、マンコ中心の生活（1月19日、ヴィーナス）
- 僕の近所に住んでいるちょいとトシマだけれどとっても綺麗なアノ女（ひと）（1月25日、ルビー）
- 実録! 近親相姦 母と叔母と俺 ド淫乱な美熟女2人の甘い罠にかかった純情息子（2月23日、ルビー）
- 闇の事件簿・近親相姦集団レイプ… 忌まわしき血族の諍い（5月10日、グローバルメディアエンタテインメント）
- 近親相姦 母子受精 息子に覗かれた私の痴態（5月24日、センタービレッジ）
- 息子の大きすぎるチンポが気になって…（6月1日、ABC）
- 近親相姦 今夜はキレイなママと二人きり（6月1日、カマタ映像）
- 黒人巨大マラ VS 矢部寿恵 42歳（6月25日、グローバルメディアエンタテインメント）
- 家賃滞納母子 貧乏相姦（6月25日、マドンナ）
- 矢部寿恵大全集（7月5日、センタービレッジ）※総集編
- 息子に身体を許す母… 夫の隣で…（7月19日、ABC）
- こんにちわ。 矢部寿恵をお届けにあがりました。（7月26日、ルビー）
- 出演直後の控室で人気AV女優6名にビンビン勃起チンポを見せたらまだまだとヤリ足りなくて発情しっぱなしだったのですぐにイカされちゃいました!（8月3日、赫夜姫映像）
- 矢部寿恵 パーフェクトコレクション 4時間（9月13日、ルビー）※総集編
- 夢の近親相姦! まだまだイケル母親のカラダに勃起した僕 気付いた母は父にバレないように優しく挿入させてくれた（9月20日、SWITCH）
- 中年男が群がる未亡人（9月25日、マドンナ）
- 【異常なほど息子愛】 もう我慢出来ないお母さん（10月1日、ABC）
- どすけべお母さんのセンズリ鑑賞 目の前の勃起チンポに興奮しちゃった美熟女たち（10月5日、赫夜姫映像）
- 近親相姦 求め合う禁断の濃厚夜這い（10月5日、ex）
- 近親相姦 清貧の淫乱母（11月1日、エマニエル）
- 6名の働くおばさん 熟れたマン臭にガマンできない（11月2日、赫夜姫映像）
- 矢部寿恵の鬼コキ!!（11月19日、ヴィーナス）
- 近親相姦風呂 体液が交じり合う白濁湯（11月19日、ex）
- 私、万引きをしてパイパンになりました…。（12月7日、マドンナ）
- 中出しソープ 麗しの熟女湯屋 熟年夫婦ラブラブ専門店（12月25日、グローバルメディアエンタテインメント）

2013年
- バイト先で知り合った素敵な奥さん（1月7日、マドンナ）
- 近親催眠相姦 催眠術でマ○コになった母（1月19日、ヴィーナス）
- 矢部寿恵 ドリームスペシャル 4時間（2月28日、ドリームステージエンタテインメント）※総集編
- プレミアムベスト 矢部寿恵 4時間（3月1日、ABC）※総集編
- 大人の女のいやらしさと反してみずみずしい身体を持つ 美魔女の怪しい魅力（3月8日、つちのこシンデレラ）
- 母さんの恥ずかしいお仕事 私、ブルセラショップにパンティを売って生計を立てています。（3月25日、マドンナ）
- しくまれた人妻撮影会 5（3月29日（レンタル）/4月12日（セル）、LEO）
- 幻母 禁断母子スワップ 美顔姉妹中出し狂想曲（4月1日、ヴィーナス）
- 麗しい四十路美熟母にたっぷり顔射と中出し姦（4月11日、ルビー）
- 義母のブラが浮いています（4月11日、タカラ映像）
- 夫の親友に犯され感じてしまった私…（4月13日、溜池ゴロー）
- ルビー熟女コレクション 人気No.1美熟女 四十路の天使4時間 矢部寿恵（5月9日、ルビー）※総集編
- 友人の母（5月13日、溜池ゴロー）
- Sランク!美熟女 矢部寿恵（5月19日、エマニエル）※総集編
- 本当にあった強姦事件 近所の顔見知りに薬漬けにされ犯された幼稚園のママ友たち…（5月25日、グローバルメディアエンタテインメント）
- 女教師がフィストで教える性教育（5月25日、マドンナ）
- S級熟女コンプリートファイル 矢部寿恵 4時間（6月1日、ヴィーナス）※総集編
- 剛毛母のすけべ尻（6月27日、センタービレッジ）
- 親戚のおばさんに筆おろしされた僕。 5（6月28日（レンタル）/8月9日（セル））、LEO）
- 嫁姑レズ 〜夫の知らない淫欲同居〜（7月1日、U&K）
- 人妻教師 痴漢電車（7月1日、ヴィーナス）
- 寝取られ温泉旅行 〜湯けむりで燃え上がる相姦の湯〜（7月7日、マドンナ）
- 代理出産の母（7月11日、タカラ映像）
- 汚された母の白衣（7月13日、溜池ゴロー）
- 近親相姦 夜這いされた母 夫の寝ている横で息子から…（7月25日、ルビー）
- 未亡人奴隷・寿恵 義父と息子に調教されて…（7月25日、グローバルメディアエンタテインメント）
- 発情淫熟マンション（7月25日、Mellow Moon）
- センズリ見せたら、徐々に本性を出してきた素人妻（7月25日、Mellow Moon）
- 人妻過激告白書。 4（7月31日（レンタル）/10月11日（セル）、LEO）
- 働く人妻 仕事中のSEXってメチャクチャ燃える!（8月2日、赫夜姫映像）
- 母の友人（8月7日、マドンナ）
- 美熟女画報 熱撮ドキュメント 美しい熟女の濃厚な性交（8月13日、溜池ゴロー）
- 友達の母親たち 〜愛する息子の交換、禁断のW勃起乳首〜（8月15日、センタービレッジ）
- 淫乱人妻ノンストップ4Pファック! 四十路女盛りの抑えきれない変態性欲 イキまくり乱交タイム限界絶頂!!（8月19日、エマニエル）
- たびじ 母と子（8月22日、タカラ映像）
- 人妻たちのパートは意外な程に卑猥（8月25日、Mellow Moon）
- 淫乱妻肉体極限開発 「私の体、すべて差し上げます」（9月1日、エマニエル）
- 男根の誘い（9月13日、溜池ゴロー）
- 【母子受精交尾】 禁じられた母と息子の近親相姦生中出し性交（9月13日、セレブの友）
- セックスカウンセラー 寺崎泉の性感クリニック（9月25日、Mellow Moon）
- 熟々 いやらしい女のいる家 9 〜淫乱劇画作家の性癖〜（9月25日、Mellow Moon）
- 綺麗な僕の叔母さん（10月1日、エマニエル）
- 街で捕まえた素人娘のセンズリ鑑賞 目の前の勃起チンポに興奮しちゃった素人娘たち（10月4日、赫夜姫映像）
- 姉妹レズビアン（10月10日、タカラ映像）
- Sランク!美熟女 矢部寿恵 vol.2（10月19日、エマニエル）※総集編
- Wノーパン家政婦羞恥（11月7日、マドンナ）
- 出張!熟女ソープ 矢部寿恵をお届けします 独身男性に強制中出しさせちゃいました（11月14日、センタービレジ）
- 絶対に僕から視線を外さない母さんの愛欲セックス（12月5日、センタービレッジ）
- お母さん、今年もエアコンが壊れたよ。（12月7日、マドンナ）
- 欲しがる奥さん 欲求不満な人妻が昼夜を問わず求める不倫情事（12月13日、溜池ゴロー）
- 俺の前で犯される妻（12月13日、セレブの友）
- 夫の前でオルガズムを迎える 貞淑美人妻（12月25日、グローバルメディアエンタテインメント）
- Obasanオールスター感謝祭! おばさん海女の男漁りバスツアーSPECIAL!!（12月25日、マドンナ）

2014年
- 矢部寿恵でござひます。（1月9日、タカラ映像）※総集編
- 犯された宅配レディ（1月25日、マドンナ）
- 家政婦のイイなり もし「矢部寿恵」が、家政婦さんだったら（1月25日、Mellow Moon）
- 厳選黒パンスト!! ぬるべちょ潮吹きディルドオナニー!（1月25日、セレブの友）
- 月刊熟女ファン如月号 4時間SP（2月1日、エマニエル）
- 熟シャッ!! 熟女を溺愛するカタチ（2月7日、ワープエンタテインメント）
- 人妻おまんこ指オナニー Vol.6（2月7日、赫夜姫映像）
- 妻の過去 偶然再会した同級生に再び犯された私…（2月13日、溜池ゴロー）
- あなた、許して下さい… 今から犯されます…（2月17日、ZAKURO）
- 近親性交 僕のお義母さんは痴女（2月24日、Nadeshiko）
- 未亡人筆下ろしシリーズ 1 四十路美人寮母が優しく手ほどき 快感生中出しセックス（2月25日、セレブの友）
- 一発解決!! 性豪母さん 〜Mama Said Knock You Out!!〜（2月27日、タカラ映像）
- 美顔 矢部寿恵 Golden Best 4時間（2月27日、センタービレッジ）※総集編
- 丸ごと! 矢部寿恵8時間 〜情熱のやべっちFUCK11タイトル30本番BEST〜（3月7日、マドンナ）※総集編
- 彼女の母（3月13日、センタービレッジ）
- 矢部寿恵8時間（3月13日、溜池ゴロー）※総集編
- 極太大好き淫乱女（3月25日、ダスッ!）
- 母さんに無理矢理筆下ろしされちゃった僕（4月1日、エマニエル）
- 避暑地の別荘で優雅に時を過ごす有閑マダムに青姦中出しナンパ!!（4月4日、ドッグイア）
- 矢部寿恵の故郷の美母 淫愛の近親相愛（4月10日、ホットエンターテイメント）
- 変態どマゾ母さんの過激な性教育（4月24日、タカラ映像）
- どんな女でもビショ濡れで股を開くスーパー媚薬SEX好きのハゲオヤジが欲望の赴くままにエロい熟女達を媚薬強姦 2（4月25日、グローバルメディアエンタテインメント）
- 公然猥褻 不倫妻温泉羞恥旅 2（4月25日、Nadeshiko）
- 完全撮り下ろし!! 美熟女トイレオナニーコレクション 25人4時間30分（4月25日、Mellow Moon）
- 熟女はスケベな夢を見る。 四十路で覚えたレズの味（5月1日、U&K）
- 私のいやらしい被虐願望が、夫と息子を狂わせたのです。（5月8日、タカラ映像）
- 淫乱奥様と隣の美人妻 温泉レズ羞恥旅 2（5月9日、Nadeshiko）
- 天然しぼりたて!! 矢部寿恵ベスト 8時間2枚組（5月13日、セレブの友）※総集編
- 美熟女まるごとフェラリスト8時間 濃密糸引きフェラチオW責め快感悶絶イラマ総勢40名！（5月19日、 婦人社/エマニエル）
- 人妻監禁凌辱（5月25日、マドンナ）
- 新 熟女童貞狩り 矢部ちゃんファン感謝祭（5月29日、センタービレッジ）
- 大失禁。 〜上品ぶってる淫乱奥様のみっともないビショ濡れ交尾〜（6月7日、ヴィーナス）
- おもてなし旅館 湯煙レズ調教（6月7日、ビビアン）
- 熟牝痴女チンポ狩り ザーメンをこよなく愛する美痴女 ガチ攻め顔騎強制飲尿 尻穴ペニバンファック!（6月25日、セレブの友）
- 就業中、目の前に突き出された働き盛りの人妻たち勃起チンポに絶対服従する（6月25日、Mellow Moon）
- 銀粉奴隷妻（6月30日、ヴァンアソシエイツ）
- お股のユルい美人奥さま田舎に多発中!! ほっこり田舎暮らしに憧れて移住した人妻は刺激に飢えている! 青姦中出しナンパ（7月7日、ドッグイア）
- 妖艶 いやらしい女の妖しい魅力 HISAE YABE 矢部寿恵 41歳（8月8日、つちのこシンデレラ）
- 先輩と後輩 〜真夜中オフィスの純愛〜 ねっとり唾液交換レズビアン（8月19日、ヴィーナス）
- プライベートでもオナニーをする欲求不満な女優たち! 垂直極太ディルド絶頂快楽13人（9月19日、エマニエル）
- 夫に嘘をついて日帰り不倫旅（9月20日、スターパラダイス）
- 何でもいいなり淫乱奥様、縛り犯され背徳不倫奥様、真性変態奥様達の非日常的淫らな中出しSEX（9月25日、セレブの友）
- 叔母の誘惑 〜僕の性欲を激しくかき乱す淫靡な肉体〜（9月25日、マドンナ）
- 矢部寿恵の媚薬催眠逆ナンパ（10月20日、スターパラダイス）
- 父さんが戻ってくるまであと1分!! 突如ムラムラしてきちゃった母と息子の抑えきれない猛烈交尾!!（10月30日、センタービレッジ））
- 犯されました…と自演して（11月7日、ワープエンタテインメント）
- 息子の借金にフィスト強姦される美人母（11月13日、マルクス兄弟）
- お母さん、かっ彼女よりずっといいよ…（12月11日、タカラ映像）
- 人間フォンデュタワー 2（12月25日、ビッグモーカル）
- 母のブラが浮いています（12月25日、タカラ映像）

2015年
- キスからはじまる母と息子の愛情、密着、濃厚セックス（1月7日、ヴィーナス）
- 僕の母親を抱かせてやるから、キミの母さんをヤらせてくれ。（1月9日、タカラ映像）
- 親戚のおばさん外伝 親族一同の宴会中、絶対にバレてはいけない叔母と甥のWスワップ相姦!!（1月9日、センタービレッジ）
- フィストファック 5（1月18日、グランバカンス）
- 鼻フック倶楽部 2（1月20日、バミューダ）
- 母! 溺愛 四十路美人母と息子の体液混じり合い近親相姦ライフ（1月22日、ルビー）